# 浅丘めぐみ
もしかして
- 麻丘めぐみ

ではありませんか？